# Dorfkirche Gleina

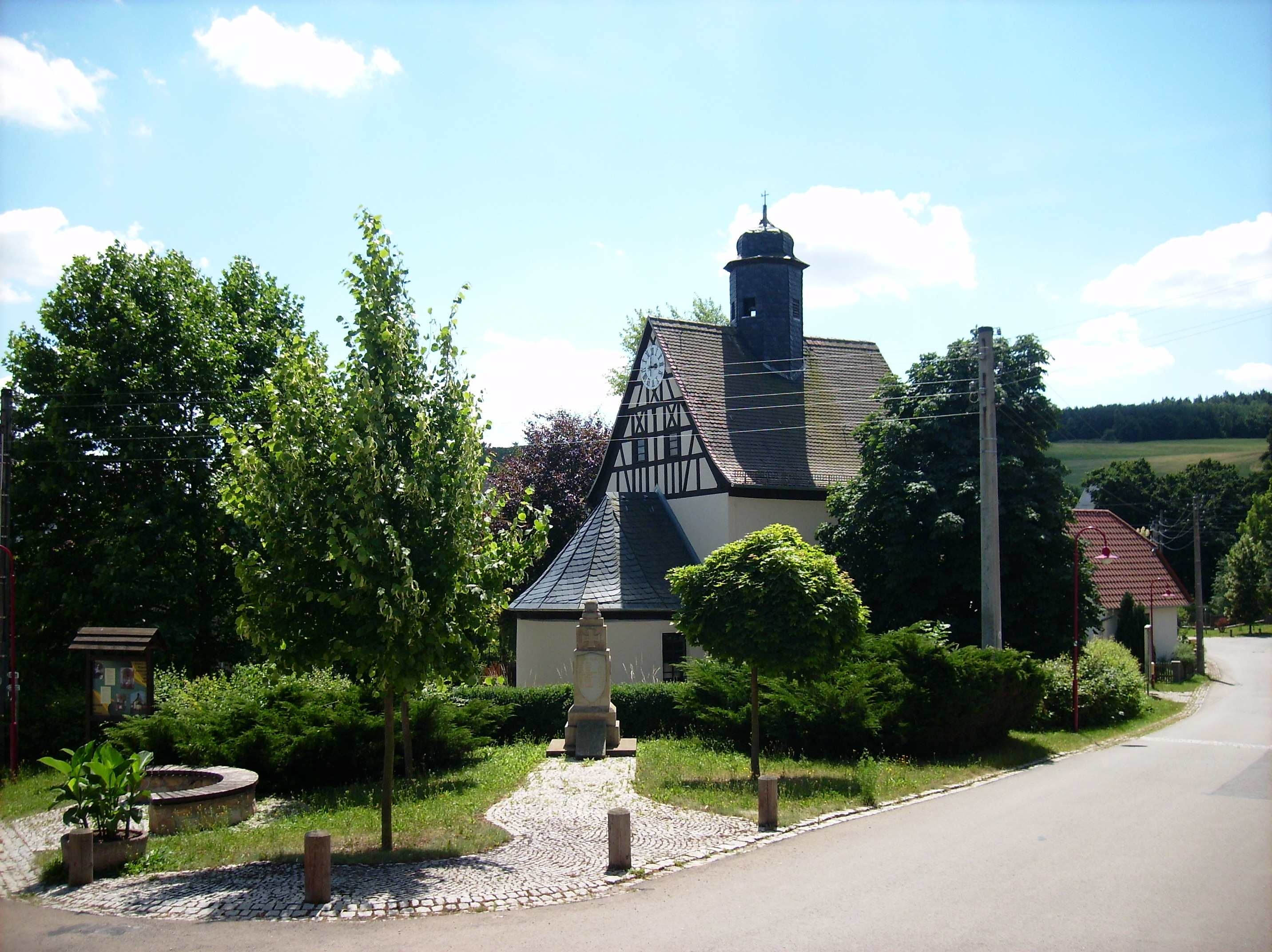
Die Kirche

Die kleine evangelische Dorfkirche Gleina steht mitten im Ort in Gleina, einem Ortsteil von Bad Köstritz im Landkreis Greiz in Thüringen.
1986 wurde das aus dem Jahr 1801 stammende Innere der Kirche neu gestaltet. Auch die ursprüngliche Einrichtung ist noch erhalten. Sie ist mit einem Fachwerkgiebel und einem Dachreiter ausgestattet.
Die Orgel wurde in den Jahren 1865 bis 1868 installiert. Der Ort und die Kirche waren bis 1526 dem Kloster Lausnitz zins- und fronpflichtig.